# Джонни Уокер (актёр)
Джонни Уокер, настоящие имя и фамилия — Бадруддин Джамалуддин Кази (англ. Johnny Walker, хинди जॉनी वॉकर (हास्य अभिनेता); 11 ноября 1926, Индаур, штат Мадхья-Прадеш, Центральные провинции, Британская Индия — 29 июля 2003
Мумбаи, Махараштра, Индия) — индийский актёр и режиссёр. Один из первых и самых известных комиков индийского кино.

## Биография
Приехал в Бомбей (ныне Мумбаи) в начале 1940-х годов, заботясь о большой семье работал кондуктором автобуса.
Дебютировал на экране в 1949 году, однако настоящий прорыв в кинематографе произошел, когда обнаружился его талант развлекать публику своим остроумие. После успеха в роли пьяницы в фильме Baazi (1951) взял себе псевдоним Джонни Уокер от одноименного бренда спиртных напитков — знаменитого шотландского виски.
За свою карьеру снялся в более, чем 180 кинолентах. Поставил, как режиссёр 1 кинофильм.

## Избранная фильмография
- Baazi (1951)
- Taxi Driver (1954)
- Девдас / Devdas  (1955)
- C.I.D. (1956)
- Chori Chori (1956)
- Naya Daur (1957)
- Жажда / Pyaasa (1957)
- Madhumati (1958)
- Бумажные цветы / Kaagaz Ke Phool (1959)
- Великий Могол / Mughal-e-Azam (1960)
- Mere Mehboob (1963)
- Shikar (1968)
- Hasina Maan Jayegi (1968)
- Aadmi Aur Insaan (1969)
- Anand (1971)
- Любимый Раджа / Raja Jani (1972)
- Chachi 420 (1997)

## Награды
- 1959: премия Filmfare Award за лучшую мужскую роль второго плана.
- 1969: премия Filmfare Award за лучшее исполнение комической роли